# Notas de copiloto

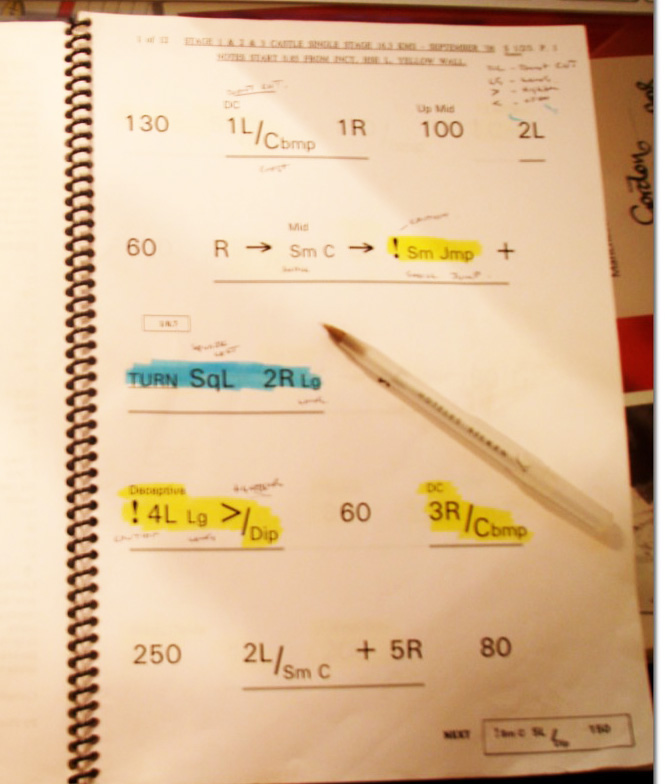
Ejemplo de unas notas.

Las notas de copiloto son las anotaciones que los participantes de un rally toman durante los reconocimientos de los tramos. Días antes de la celebración del mismo, se realizan dichos reconocimientos (mal llamados entrenamientos,[cita requerida] puesto que realmente no se entrena, incluso está prohibido, los participantes deben realizarlos cumpliendo las normativas de tráfico) y mientras que el piloto conduce por los tramos, que días después serán cerrados al tránsito rodado, va indicando al copiloto, que las anota en un bloc, todas aquellas características de la carretera que considere oportuno, como las curvas, su dificultad, rectas, rasantes, estado del firme, etc.

## Características de las notas
Cada nota es distinta, cada piloto tiene su manera particular y personal de describir un tramo y aunque hay cierto parecido en algunos puntos, como la indicación y grado de una curva, lo cierto es que no existe una manera única ni mejor de crear unas notas de rally. Lo más importante es que cada nota sea lo más corta y descriptiva posible, para que sea fácil de leer por el copiloto y entendible para el piloto.
Varias maneras habituales de describir las características de un tramo:
- Tipo de curva (izquierda o derecha), longitud y/o su grado.
- Rectas y su longitud, en metros aproximadamente.
- Puentes y túneles.
- Tipo de superficie y estado: asfalto, tierra, gravilla, nieve, hielo, etc.
- Posibilidad de gravilla o tierra suelta.
- Posibilidad de cortar una curva, mucho, poco o nada.
- Frenadas, indicando si mucho o poco.
- Rasantes y saltos.
- Además también se debe incluir la meta, para que el piloto sepa que debe detener el vehículo antes del Control Stop.

## Cantar las Curvas
Se denomina así a la labor del copiloto que realiza durante un tramo cronometrado mientras se compite, puesto que va leyendo las notas que días antes fueron descritas por el piloto, para poder anticiparse a cada curva y así poder trazarla lo más rápido posible. Se dice que se "canta" puesto que las notas se entonan, haciendo hincapié en aquellas que describan por ejemplo una frenada fuerte, o una zona peligrosa, para que el piloto escuche y entienda mejor destacando lo más importante sobre lo que menos.